# اتم اسمشر
آلبرت روتشتاین که تحت نام‌های مستعار اتم اسمشر (به انگلیسی: Atom Smasher) و نوکلان شناخته می‌شود، یک شخصیت خیالی ابرقهرمان در کتاب‌های کامیک آمریکایی منتشر شده توسط دی‌سی کامیکس است. شخصیت اتم اسمشر توسط روی توماس و جری اوردوی خلق شده‌است؛ که برای اولین بار در شمارهٔ ۲۵ از اسکادران آل استار (سپتامبر ۱۹۸۳) حضور پیدا کرد. اتم اسمشر بیشتر برای داشتن توانایی رشد کردن و قدرت فوق بشری خود شناخته می‌شود.
اولین حضور رسمی لایو اکشن این شخصیت در مجموعهٔ تلویزیونی فلش با بازی آدام کپلند بود. همچنین این شخصیت در دنیای توسعه‌یافته دی‌سی و در فیلم بلک ادم (۲۰۲۲) با نقش‌آفرینی نوحا سنتینو حضور دارد.